# れいんぼうらぶ
れいんぼうらぶ（Rainbow Love）は、かつて九越フェリーに就航していた大型フェリー。

## 概要
れいんぼうべる型の2番船として、1997年に三菱重工業下関造船所で竣工した。 船名は「国境を越え言葉を越えて人の心を強く結びつける愛の架け橋」の意味を込めて命名された。就航当初は、れいんぼうべるとともに直江津 - 博多航路に毎日運航で就航していたが、1998年9月1日から室蘭 - 直江津 - 博多航路での運航となり、隔日運航となった。
その後、2001年後継船「ニューれいんぼうらぶ」の就航に伴い長崎港で係船。2003年に韓国の威東航運（ウェイドン・フェリー）に売却され「New Golden Bridge V」と改名し、2004年2月より仁川-青島航路に就航している。
なお「れいんぼうらぶ」時代は、映画「白い船」のモデルとなり、本船がメインで登場した。この映画がきっかけとなり、出雲市立塩津小学校との交流が始まった。

## 設備
Aデッキ
- レストラン
- カフェテリア
- 展望コーナー（威東航運時代はシービューラウンジ）
- 医務室（威東航運時代に設置）

Bデッキ
- 特等室（威東航運時代はプレジデンシャルキャビン1室・デラックスロイヤル6室・ロイヤルクラス20室）
  - ツイン2名×24室（48名）
  - 和室3名×5室（15名）
- 二等寝台 2段ベッド 50名×2室（100名）（威東航運時代はエコノミークラス）
- 二等和室 16名×1室（16名）・11名×1室（11名）（威東航運時代はエコノミークラス）
- ゲームコーナー
- カードコーナー（威東航運時代はゲームコーナーと合わせ2等室に改装）
- カラオケホール
- マリンシアター
- チルドレンルーム
- サロン
- チルドレンルーム
- 展望浴場（威東航運時代はエコノミークラス1室・トイレ1区画）
- サンガーデン

Cデッキ
- エントランスホール
- 案内所
- 売店（威東航運時代は免税店）
- 喫煙所
- 公衆電話
- 一等室（威東航運時代はビジネスクラス）
  - 和洋室4名×24室（96名）
  - 和室4名×2室（8名）・8名×1室（8名）
- 二等和室 17名×4室（68名）・11名×3室（33名）
- ドライバー室 1段ベッド25名×2室（50名 威東航運時代はエコノミークラス1室・乗務員区画1室）

## 事故・インシデント
ばるな・れいんぼうらぶ衝突事件
2001年6月17日18時42分頃、室蘭港フェリーターミナル4号岸壁で車両揚荷作業中、大洗港から到着したばるなが2号岸壁に係船ロープをとり着岸して間もなく前進をし本船と衝突。本船、左舷後部外板に凹損と擦過傷が生じた。事故原因はばるなが遠隔操縦装置の操縦場所の切替えスイッチの操作手順を徹底せず制御室のハンドルを前進翼角となった状態で進行状態のままとなった事とされた。